# Rio Ouro Preto
O rio Ouro Preto é um curso de água que banha o estado de Rondônia, no Brasil.